# Río Moika

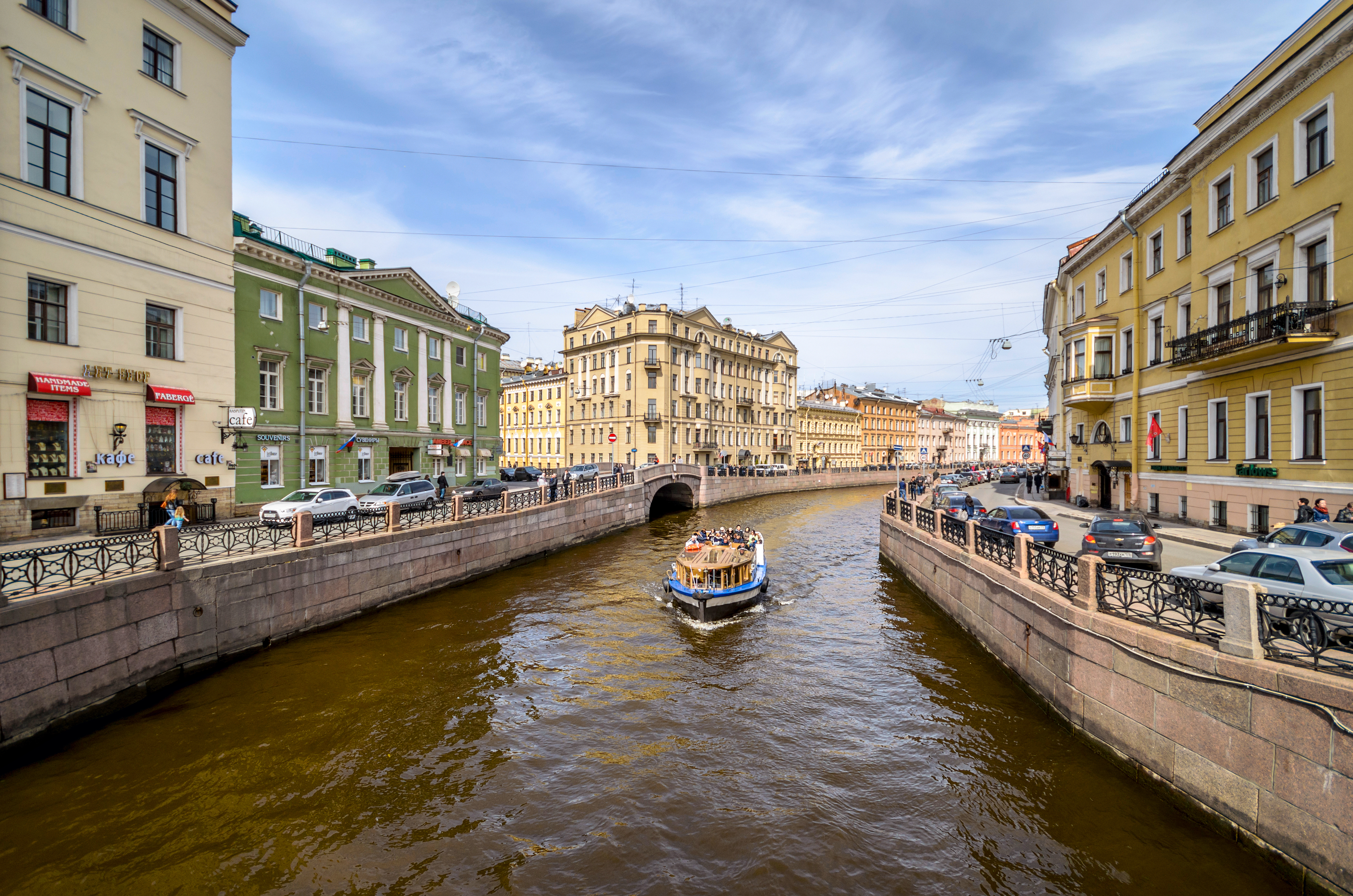
Vista del Moika desde el Puente Canto

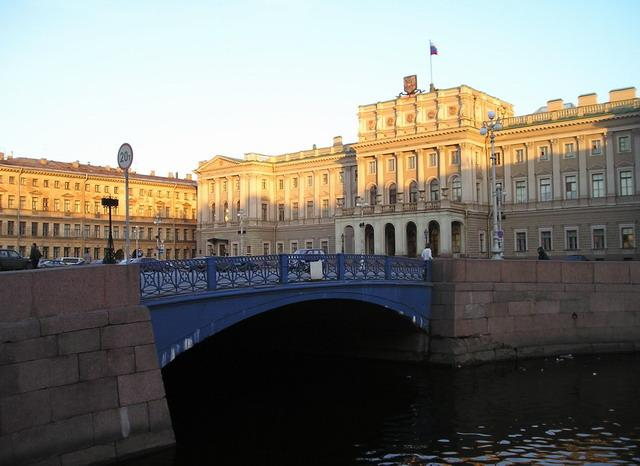
El Puente Azul de 99 m de largo cruza el Moika cerca del Palacio de Maria.

El río Moika (en ruso: Мо́йка) es un pequeño río que rodea el sector central de San Petersburgo, convirtiéndolo en una isla. El nombre del río, originalmente denominado Mya, deriva su nombre de la palabra ingria que significa "lodazal". Mide 5 km de largo y unos 40 m de ancho.
El río fluye desde el río Fontanka cerca del Jardín de Verano más allá del Campo de Marte, cruza la Avenida Nevsky y el canal Kryúkov antes de concluir en el río Neva. También se encuentra conectado con el Neva mediante el canal Cisne y el canal de Invierno.
En 1711, Pedro el Grande ordenó que se consolidaran las costas del río. Luego que el canal Kryúkov lo conectara con el río Fontanka cuatro años más tarde, las aguas del Moika se aclararon tanto que se modificó su nombre de Mya a Moika, al asociarlo con el verbo en ruso "lavar".
En 1736, se construyó el paseo a lo largo de la orilla del Moika que era de madera. Originalmente el río era atravesado por cuatro puentes: el Azul, el Verde, el Amarillo, y el Rojo. El puente Azul con sus 97,3 m de ancho, en la actualidad apenas visible debajo de La Plaza de San Isaac, sigue siendo el puente más ancho de toda la ciudad.
Entre lós hermosos y magníficos edificios del siglo XVIII que se encuentran a la vera del Moika se destacan el Palacio Stróganov, el Palacio Razumovsky, el Palacio Yusúpov, el Nuevo Arco Holandés, el Mercado Circular, el Castillo Mijáilovski, el Pabellón Rossi y la última morada y museo de Aleksandr Pushkin.